# Claus Wyneken
Claus Friedrich Wyneken (9. marts 1819 i Hannover – 2. november 1855 i Lingen) var en tysk officer.
Han var søn af kaptajn Ernst Claus Heinrich Wulf Wyneken (1787-1818) og Sophie Eleonore Auguste Caroline Schlichthorst, blev i 1836 sekondløjtnant ved en linjebataljon i Stade, frekventerede fra 1840 til 1845 generalstabsakademiet i Hannover, blev i sidstnævnte år premierløjtnant og forsat til generalstaben. Som del af staben under den kommanderende general for 10. Bundesarmékorps, generalløjtnant Hugh Halkett, tog han fra 1848 del i Treårskrigen på slesvig-holstensk side og gjorde sig heldigt bemærket i rytterfægtningen ved Løgumkloster 4. juni.
Da de tyske stater i 1850 trak sig ud af krigen, meldte Wyneken sig 18. maj som major af infanteriet og indgik i generalstaben som souschef under general Karl Wilhelm von Willisen. Indtil oberst Ludwig von der Tanns ankomst 12. juni var han ansvarlig for udførelsen af Willisens ordrer. Wyneken, der grundlæggede var royalist, havde imidlertid ikke sympati for den revolutionære bevægelse, som han kæmpede for, og bl.a. derfor måtte han skuffe sine foresatte. Hans deltagelse i krigen skyldtes primært et ønske om at nå op i geledderne som officer.
Det var især Wynkeken, der spillede en uheldig rolle under slaget ved Isted 25. juli 1850, hvor det endte med et tysk nederlag. Bl.a. forsømte han at forsyne brigaden under kommando af Ulrich von der Horst med tilstrækkelig militær støtte.
Samme år ansøgte han om afsked, hvilket han fik, og blev dernæst ansat ved Köln-Mindener Eisenbahn-Gesellschaft. Senere blev han direktør for straffeanstalten i Lingen og døde her allerede 2. november 1855.
1. februar 1848 havde han ægtet han Olivia Blumenbach.